# Consulta e Commissione per il governo del Piemonte
Dopo la vittoria di Marengo, su ordine di Napoleone, il generale Louis Alexandre Berthier creò un nuovo organo legislativo e uno esecutivo, rispettivamente la Consulta e la Commissione di governo per il Piemonte.
La Commissione di governo era composta da:
- conte Giuseppe Cavalli d’Olivola
- conte Filippo Avogadro di Quaregna
- canonico Innocenzo Maurizio Baudisson
- giudice Vincenzo Botton di Castellamonte
- avvocato Felice Brayda
- avvocato Pietro Gaetano Galli della Loggia
- avvocato Stefano Giovanni Rocci

La Consulta era invece composta da trenta cittadini torinesi, tra i quali Avogadro, Carlo Botta, Pietro Nizzati di Boyon, Giovanni Negro.
Emulando la repubblica madre francese e quella cisalpina, già la vigilia di Natale la commissione fu sostituita da una versione locale del consolato, il Comitato di Governo composto da:
- Giuseppe Carlo Aurelio di Sant'Angelo
- Carlo Stefano Giulio
- Carlo Giuseppe Guglielmo Botta

Il comitato e la consulta rimasero in carica fino all'aprile 1801, quando furono sostituire da un'amministrazione militare, che governò il Piemonte fino all'annessione alla Francia del settembre 1802.